# Bianchi
Бјанки је италијанско предузеће које се бави производњом врхунских друмских бицикла. Оснивач фирме је Едвардо Бјанки 1885, који је почео састављати бицикле у својој радњи у Милану.
Бјанки бицикле се и данас сврстравају у ред најквалитетнијих и најпознатијих светских марки бицикала, а производе се у Италији.

## Производња бицикла
За Бјанки је значајно да наставља традицију производње врхунских бициклистичких рамова у Италији. Бјанки бицикли су препознатљиви и по својој тиркизно плавој бјанки боји. Некада су се рамови за бицикле израђивали од гвожђа, а данас су бјанки бицикле раде од алуминијума, титанијума или угљеника.
Бјанки бицикле су возили славна имена бициклизма као што су Марко Пантани, Марио Чиполини, Данило ди Лука, Морено Аргентин и Јан Улрих. На Бјанки бициклима освајане су све важне трке од Ђиро ди Италије до Тур де Франса.
- Бјанки којег је возио Фаусто Копи 1950—1952
- Бјанки Марка Пантанија (Ђиро ди Италија)
- Бјанки бицикл, Трка по Британији (2016)
- Бјанки из 90-их година са хром-молибден оквиром
- Бјанки писта, бицикл напраљен за велодром